# لوکا توپالوویچ
لوکا توپالوویچ (زاده ۲۳ فوریه ۲۰۰۶) یک بازیکن فوتبال اهل اسلوونی است که برای باشگاه فوتبال اینترمیلان در پست هافبک بازی می‌کند.
در اکتبر ۲۰۲۳ مجله گاردین توپالوویچ را در میان ۶۰ استعداد برتر جوان متولد سال ۲۰۰۶ در فوتبال جهان قرار داد.

## منبع
1. ↑  Christenson, Marcus; Bloor, Steven; Blight, Garry (11 October 2023). "Next Generation 2023: 60 of the best young talents in world football". The Guardian. Retrieved 20 May 2024.
2. ↑  "17-year-old prodigy Luka Topalović earns spot in Guardian's prestigious Next Gen list". Nogomania. 11 October 2023. Retrieved 20 May 2024.